# Ловац на људе
Ловац на људе (енгл. Manhunter) је амерички неоноар хорор филм из 1986. режисера Мајкла Мана, са Вилијамом Питерсеном у улози главног протагонисте, Вила Грејема. Први је снимљен филм о др Ханибалу Лектеру, али по времену дешавања је 2. по реду, после Уздизања Ханибала из 2007. Филм је настао на основу романа Томаса Хариса Црвени Змај и једини је у серијалу филмова о Ханибалу Лектеру, у ком он није у улози убице, већ је то Долархајд, познат под надимком Вила Зубић, због начина на који убија жртве.
И поред тога што, с обзиром на буџет, није остварио велику зараду, Ловац на људе, је добио одличне оцене од стране критичара и публике, а и пет година касније, добио је далеко успешнији наставак под називом Кад јагањци утихну, који се базира на Ханибалу Лектеру. Временом је добио статус култног филма.
Године 2002. снимљен је римејк под називом Црвени Змај, што је био и оригинални назив овог филма, али се продуцент, Ричард Рот, на крају ипак одлучио за Ловац на људе јер је пар раније месеци снимио филм у чијем наслову су се такође спомињали змајеви.

## Радња
Вил Грејем је бивши сарадник ФБИ, кога његов пријатељ, Џек Крофорд, моли да се врати и помогне им у хватању убице који је убио 2 породице последња 2 пута када је био пун месец. Вил се уз доста премишљања одлучује да помогне, а идеју за профил убице тражи код др Ханибала Лектера. Испоставља се да је убица Лектеров обожавалац и да жели да настави тамо где је он стао пре него што га је Грејем разоткрио и послао у затвор.
Нови период пуног месеца се ближи и сви су свесни да ће убица поново напасти, али не могу да нађу ни најмањи траг који би их одвео до њега.

## Улоге
| Глумац              | Улога                             |
| ------------------- | --------------------------------- |
| Вилијам Питерсен    | Вил Грејем                        |
| Том Нунан           | Франсис Долархајд                 |
| Денис Фарина        | Џек Крафорд                       |
| Џон Хаусмен         | Господин Мачен                    |
| Том Аткинс          | Ник Кестл                         |
| Ким Грајст          | Моли Грејем                       |
| Брајан Кокс         | др Ханибал Лектор                 |
| Џоун Ален           | Реба Мекнејл                      |
| Стивен Ланг         | Фреди Лаундс                      |
| Френки Фејзон       | поручник Фиск                     |
| Дејвид Симен        | Кевин Грејем                      |
| Пол Пери            | др Сидни Блум                     |
| Бенџамин Хендриксон | др Фредерик Чилтон                |
| Мајкл Талбот        | Гихан                             |
| Ден Батлер          | Џими Прајс                        |
| Мајкл Шеј           | Беверли Кец                       |
| Робин Мосели        | Сара                              |
| Патриша Чарбонеу    | гђа Шерман                        |
| Маршал Бел          | полицајац из Атланте (непотписан) |